# Sciablatta mamatoco
Sciablatta mamatoco är en kackerlacksart som beskrevs av Morgan Hebard 1921. Sciablatta mamatoco ingår i släktet Sciablatta och familjen småkackerlackor.
Artens utbredningsområde är Colombia. Inga underarter finns listade i Catalogue of Life.